# Adrien Silva
Adrien Sébastien Perruchet Silva (* 15. März 1989 in Angoulême) ist ein portugiesischer Fußballspieler. Er besitzt auch die französische Staatsbürgerschaft.

## Karriere

### Im Verein
Silva kam in Angoulême als Sohn eines Portugiesen und einer Französin zur Welt. Er spielte zunächst in der Jugendmannschaft von Girondins Bordeaux, ehe sein Vater mit der Familie nach Portugal zurückkehrte und sich in Arcos de Valdevez niederließ. Im Jahr 2002 wurde Silva in die Jugendakademie von Sporting Lissabon aufgenommen. Im März 2007 unterschrieb er bei Sporting seinen ersten Profivertrag. Zur Saison 2007/08 wurde er von Trainer Paulo Bento in den Profikader aufgenommen. Daraufhin gab er am 17. August 2007 sein Profidebüt. Nachdem er in seinen ersten drei Profijahren nur unregelmäßig zum Einsatz gekommen war, spielte Silva in der Hinrunde der Saison 2010/11 auf Leihbasis für Maccabi Haifa, ehe er zu Beginn der Rückrunde im Zuge eines weiteren Leihgeschäfts zu Académica de Coimbra wechselte. Dort etablierte sich Silva in der Spielzeit 2011/12 als Stammspieler und gewann die Taça de Portugal, den ersten Titel des Vereins seit 73 Jahren. Zur Spielzeit 2012/13 kehrte Silva zu Sporting Lissabon zurück. Mit Sporting gewann er 2015 erneut den Landespokal.
Am 31. August 2017 einigte sich Leicester City mit Sporting kurz vor Transferschluss auf eine Verpflichtung Silvas und eine Ablösesumme von 22 Millionen Pfund Sterling. Da die den Transfer betreffenden Dokumente jedoch erst 14 Sekunden nach der Deadline bei der FIFA eingingen, blieb er bis zum nächsten Transferfenster nicht spielberechtigt. Am 1. Januar 2018 offiziell registriert, debütierte er noch am gleichen Tag im Rahmen eines 3:0-Sieges gegen Huddersfield Town als Einwechselspieler in der Premier League.

### In der Nationalmannschaft
Silva entschied sich, für die portugiesischen Auswahlteams zu spielen. Am 18. November 2014 debütierte er unter Nationaltrainer Fernando Santos im Rahmen eines Freundschaftsspiels gegen Argentinien (1:0) in der A-Nationalmannschaft. Anschließend nahm er an der Europameisterschaft 2016 teil, bei der er in allen Spielen der K.-o.-Runde zum Einsatz kam, so auch beim 1:0-Finalsieg nach Verlängerung gegen den Gastgeber Frankreich, infolgedessen Portugal den ersten Titel der Verbandsgeschichte gewann.

## Erfolge
- Europameister: 2016
- Dritter Platz beim FIFA-Konföderationen-Pokal 2017
- Portugiesischer Pokalsieger: 2011/12, 2014/15
- Portugiesischer Supercupsieger: 2015